# Mirjam Poterbin
Mirjam Poterbin, slovenska kozmetičarka, podjetnica, dobrodelnica in nekdanji model, * 1974
V medijih se je pojavila kot udeleženka tekmovanj za Miss Slovenije 1993 in žena profesionalnega košarkarja Saše Dončića.
Širši javnosti je postala znana kot podpornica svojega sina Luke Dončića, profesionalnega košarkarja v ligah ACB (1. španska košarkaška liga) in NBA ter člana slovenske košarkaške reprezentance na Evropskem prvenstvu v košarki 2017.
Z bivšim možem je bila v sporu glede skrbništva nad sinom in njegovih pogodb, medijem sta povedala vsak svojo zgodbo o svojih zaslugah za sinov uspeh.
Je lastnica podjetja LD7, ki trži izdelke z Lukovim imenom.
Odraščala je v Ljubljani, trenutno živi in dela v Združenih državah Amerike.

## Mladost in izobrazba
Njena mama je ljubljanska frizerka Milena Poterbin, starša sta se ločila.
Trenirala je ples, se ukvarjala z manekenstvom in delala pri Društvu modnih delavcev.
Med srednjimi šolami, ki jih je dokončala, je omenila srednjo frizersko, srednjo kozmetično, srednjo turistično in gimnazijo.
Zaključila je Visoko upravno šolo v Ljubljani (danes Fakulteta za upravo), študirala naj bi tudi na Fakulteti za šport v Ljubljani.

## Predizbori za Miss Slovenije 1993 in uvrstitev v finale

### Miss Slovenskih Konjic in Miss Skala
Na Starem trgu v Slovenskih Konjicah se je 20. avgusta 1993 udeležila tekmovanja za Miss Slovenskih Konjic in postala 1. spremljevalka.
Zmagala je na 2. gorenjskem predizboru za Miss Slovenije, 22. avgusta 1993, v zdaj že nekdanji Diskoteki Skala v Preddvoru in postala Miss Skala 93. Za nagrado je dobila potovanje v Španijo.

### Polfinale in finale Miss Slovenije 1993
V finale se je uvrstila prek polfinala, ki je bilo 3. septembra 1993 v Medijskih Toplicah. V finalu Miss Slovenije 1993, 25. septembra 1993 v Portorožu, ni dosegla vidne uvrstitve.

## Delo kozmetičarke in promocija
Nekaj časa je bila določena za mamino naslednico. Imela je lasten kozmetični in frizerski salon na Topniški v Ljubljani. V sprednjem delu salona je za frizerstvo skrbela mama, Mirjam pa je zadaj imela dva manjša prostora s kozmetično dejavnostjo.
Salon je zaradi številnih potovanj in selitev prepustila svoji materi, ki je opustila svoj frizerski salon na Miklošičevi v zgradbi Grand Hotela Union.
Sledila je sinu v Združene države Amerike, kjer dela v verigi kozmetičnih salonov v lasti neke ženske in uči uporabo tehnike permanentnega make-upa, ki jo je nekaj let prej promovirala kot eno od dejavnosti svojega salona v članku s fotografijo sebe in Luke v majici Real Madrida, ko je bil še pri kadetih. Podobo Luke v dresu Real Madrida je za promocijo svoje dejavnosti uporabila tudi kasneje, ko je bil že v prvi ekipi tega kluba,  in sicer ga je dala na stekleno pročelje svojega salona na njegovo željo.
Skupaj z blogerko Saro Zavernik je obraz lepotno-zdravstvene klinike Juventina, ki je v lasti plastičnega kirurga Uroša Golobiča Ahčana.

## Podjetništvo, dobrodelna dejavnost in poslovno-zasebni odnos z Borisom Požegom - Pixijem
Podjetje LD7, ki pod imenom Luka Dončić-LD7 trži posterje, koledarje, opremo za šolo in šport ter vrhnja oblačila za moške, ženske in otroke, je v 60-odstotni lasti Mirjam Poterbin in v 40-odstotni lasti njenega sladolednega podjetja Lumi7. Prvo kolekcijo je zasnovala sama, nato je začela sodelovati z oblikovalcem. Podjetje naj bi podpiralo proizvodnjo v Sloveniji, pri tem sodeluje Šiviljstvo Mar iz Lenarta v Slovenskih goricah.
Poterbinova ima v lasti še podjetje Lumi7 nepremičnine.
Podjetje Lumi7 ima pod sabo blagovno znamko PIXI Sladoledi, ki je bila včasih last podjetja Mpb4, ki je v stečaju. Lastnik Mpb4 je njen fant in podjetnik Boris Požeg - Pixi, ki je znan po spodletelem nakupu Hokejskega kluba Jesenice in kot nekdanji lastnik lokala Acapulco, priljubljenega shajališča slovenske košarkarske scene. Bil je poročna priča Saše Dončića na poroki s Poterbinovo. Pixi in Poterbinova sta bila »najboljša prijatelja« od konca devetdesetih let, nekaj časa nista imela stikov, nato je preskočila iskrica. Obiskoval jo je, ko je bila v Madridu. Leta 2017 je povedala, da sta skupaj pet let.
Poterbinova je tudi zastopnica in članica uprave dobrodelne fundacije Ustanova uresničimo sanje v lasti Roberta Kristana, Luke Dončića in Jake Bijola. Vanjo naj bi se stekal tudi del dobička podjetja LD7. Ta fundacija finančno in materialno podpira športno nadarjene otroke, ki prihajajo iz ekonomsko in socialno šibkega okolja.

## Odnosi s sinom in bivšim možem

### Odhod Luke Dončića v Real Madrid in menjava agenta
Odločitev za Lukov odhod v Real sta sprejela oba starša, pobudo je dal Saša, ki v Olimpiji ni videl Lukove prihodnosti, saj je bil preveč nadarjen, da bi se lahko v takratnih klubskih razmerah primerno razvijal. Pri turškem Galatasarayu, ki ima vrhunske pogoje in infrastrukturo, mu ni bil všeč način dela z mladimi in hladen odnos, Real pa ga je prepričal v hipu. Saša je povedal, da si ne lasti zaslug, sklicuje se na srečo in na to, da je sinu le hotel pomagati do boljših pogojev. Mirjam je v nasprotju z njihovimi navedbani povedala, da so Luko odkrili skavti. Tudi sam Dončić je še nekaj let prej povedal, da so Luko opazili sami realovci, ker je v današnjih pretok informacij hiter, pa tudi klubi so bolj pozorni na mlade igralce iz nekdanje Jugoslavije, ker so tako nadarjeni.
Sin Luka je imel prek očeta podpisano pogodbo z beograjskim agentom Miškom Miličevićem, ki je Luki ob sodelovanju Pedje Jovičevića uredil odhod v Real Madrid, kjer ga je potem zastopal Alvaro Tor iz agencije Hoops International. Miličević in Tor naj bi Luki pri 14. urejala pogodbo z multinacionalko Nike, pri 15. pa še boljšo pogodbo z Realom, kar trdi tudi Saša Dončić.
Poterbinova je potem, ko je imela nad sinom popoln nadzor, to pogodbo razdrla, ker od nje ni imela finančne koristi in sinov agent je postal Bill Duffy s svojo agencijo BDA iz Los Angelesa (Bill Duffy Agency), ki zastopa tudi Gorana Dragića. Saša Dončić je menil, da je za to kriv Raša Nesterović, kar je pripeljalo do začasnega spora med obema košarkarjema.

### Domnevna goljufija Saše Dončića z lažno menjavo agenta Duffyja
Konec julija leta 2018 je Poterbinova na policiji podala ustno ovadbo zoper neznanega storilca zaradi ponarejenih podpisov nje in njenega sina v pogodbi z agentom Charlesom Briscoem, za obstoj katerih naj bi izvedela, ko sta jo Bill Duffy in Kirk Berger, pravni svetovalec v zvezi lige NBA, vprašala, če je Briscoe res Lukin novi agent. Na Briscoeja naj bi se obrnil Slavko Djurić v vlogi Lukinega strica in dobrega prijatelja Saše Dončića, Briscoe pa naj bi se v Evropi srečal z domnevnimi starši Luke Dončića in podpisal pogodbo. Poleg ponarejene pogodbe je bila priložena tudi Lukina izgubljena in preklicana osebna izkaznica. Poterbinova je zanikala svojo prisotnost in za goljufijo obtožila Sašo Dončića. Slavko Djurić je povedal, da se je s Sašo srečal le enkrat, videl, da ta nima pooblastil in ko se je obrnil na Poterbinovo, ga je ta zavrnila. Povedal je tudi, da je Luka Dončić preveč znan, da bi lahko naredil kaj takega, da nima osebnih izkaznic in da ne pozna Briscoeja.
RTV je našla posnetek, na kateri Saša Dončić pove, da je s svojim dobrim prijateljem Slavkom in da je treba odstraniti Billa Duffyja. Dončić je povedal, da na posnetku zgolj izraža nestrinjanje z agentom, ko se s Slavkom pogovarja o razvoju mladih igralcev in klubu Ilirija. Duffy naj bi njegovega sina pregovoril k temu, da zapusti agenta, ki mu je zagotovil pogodbe z Realom in znamko Nike. Starejšemu Dončiću se to ni zdelo pošteno, Duffyja je označil za pokvarjenega agenta, po njegovem mnenju bi moral Luka do svojega 18. leta ostati pri zastopnikih, ki so mu zelo pomagali, šele potem pa sam iskati novega agenta. Da ne pozna Slavka Djurića, naj bi sprva trdil zato, ker naj bi ga poznal pod drugim priimkom. Djurić naj bi ga s snemanjem izkoristil.
V afero se je vpletel tudi kanadski voznik tovornjaka Duško Drlačić, ki je povedal, da je se Saša Dončić in Slavko Djurić poznata zaradi njega in da pozna vse »od Triglava do Gevgelije«.
Športni dnevnik Ekipa je v drznem komentarju napisal, da je to dejanje Saše Dončića tako neumno, kot je neumen nepošten manever Poterbinove iz leta 2015, da si v lovu na sinov zaslužek v ligi NBA mečeta polena pod noge in da je Poterbinova v pravnem smislu spretnejša od bivšega moža.

### Odnos staršev s sinom Luko in življenje v tujini
S Sašo Dončićem se je ločila 2008, tabloidi so kot razlog navajali moževo nezvestobo. Po ločitvi je po svojih besedah sama skrbela za sina. Ko je imel 15 let, je dobila popolno skrbništvo nad njim in Saša je z njim izgubil stike.
S sinom se Poterbinova po lastnih besedah dobro razume, svetuje mu tudi pri izbiri pravih ljudi. V njegovem imenu je prevzela slovensko nagrado športnik leta 2018. Zdi se ji, da Američani njene tesne vezi s sinom za razliko od Slovencev ne obsojajo. Meni, da je morda bolje, da je deležna veliko medijske pozornosti, kot pa da bi njen sin imel čudno mamo.
Ko je bil majhen, je Luka mamo spremljal na športne vadbe, skupaj sta hodila na Šmarno goro. Ker je imela lasten salon, je bila popoldan in ob vikendih prosta, kar ji je omogočilo, da je z njim preživela veliko časa. Z očetom je Luka veliko igral ena na ena in treniral z njegovimi klubi.

#### Madrid
Leta 2013, pri trinajstih letih, je Luka kljub njenim dvomom začel živeti v klubskem internatu v Madridu, Poterbinova pa je ostala v Sloveniji. Štipendija je pokrila njegove življenjske stroške, opremo mu je morala kupovati sama, pri plačevanju hotelov in letalskih kart ob obiskovanju sina ji je pomagala mama. Saša je leta 2014 povedal, da je odnos z bivšo ženo usklajen in da se pri obiskih sina v Španiji izmenjujeta. Kasneje je izgubil stike.
Po nekaj letih je Poterbinova šla z Lukom na njegovo željo živet v stanovanje, ki ga je imel kot član Realove prve ekipe. Luko je vozila na treninge in nazaj domov, mu kuhala kosilo in hodila v trgovino. V svoj salon se je vračala enkrat na mesec za tri dni.
Poterbinova je obiskovala tečaj španščine, da bi se lahko za silo sporazumevala, stike je navezala predvsem s kolegicami s športnih dejavnosti in z dekleti košarkarjev. Ugotovila je, da stereotip o odprtosti Špancev ne drži in da je v Madridu ukvarjanje s športom izredno priljubljeno, kar se vidi v ogromnih fitnes studiih. Navdušili so jo tudi številni mestni parki, razočarala pa neurejenost žensk.
Zavrnila je trditve, da je Luka v Madridu služil milijone.

#### Združene države Amerike
Sinu je ob selitvi v ZDA pomagala iskati stanovanje. Dallas, mesto njegovega zdajšnjega kluba, jo je navdušil z neameriškostjo, odprtostjo in sproščenostjo ljudi ter s tem, da je v primerjavi z večjim Los Angelesom čist, urejen in brez brezdomcev.
Opazila je večjo naklonjenost Američank lepotnim popravkom in uporabi botoksa pri 20. letih, zdijo se ji preveč umetne. Sama naj bi se sprijaznila s staranjem. Zmotila jo je tudi nekvalitetna hrana.

## Hobiji
Je ljubiteljica fitnesa, aerobike, savne in teka, udeležuje se tudi polmaratonov. Rada kuha in bere knjige o osebnostni rasti.